# Stichting Sranan Boeroe
Stichting Sranan Boeroe (SBB) is een Surinaamse organisatie die de boeroes als bevolkingsgroep vertegenwoordigt.
De stichting werd op 29 april 2008 opgericht om belangen van boeroes cultureel en moreel te behartigen. Het belangrijkste doel is het optekenen van de geschiedenis van deze kolonisten, zodat bekend blijft wat er gebeurd is, hoe zich de geschiedenis verder ontwikkeld heeft en waar boeroes in de Surinaamse samenleving staan. In 2021 schonk SBB samen met de Nederlandse organisatie Boeroe Kon Makandra waardevolle documenten aan het Nationaal Archief Suriname. Ook organiseert de stichting activiteiten, zoals kransleggingen jaarlijks en het geven van lezingen. In 2021 onthulde het bestuur een tweede monument in Groningen (Saramacca) ter herdenking van 176 jaar boerenkolonisatie in Suriname.
Hanna Gummels, bestuurslid van de stichting in 2012, verwacht dat de onderlinge verbondenheid van de boeroes in de loop van de tijd zal verdwijnen en er geen boeroes meer zullen zijn die voor honderd procent afstammen van Nederlanders.